# Mauro Boerchio
Mauro Boerchio (Broni, 16 de maio de 1989) é um futebolista italiano que atua como goleiro. Atualmente defende o Amicale.

## Clubes

### Amicale
Em fevereiro de 2015, se transferiu ao Amicale, de Vanuatu, para a disputa da Liga dos Campeões da OFC. Jogou as três partidas como titular, cedendo cinco gols.

## Títulos

### Amicale
- TVL Premier League: 2014–15[carece de fontes?]
- TVL National Super League: 2015[carece de fontes?]
- Port Vila Shield: 2015[carece de fontes?]
- Grand Casino Cup: 2015[carece de fontes?]